# Arūnas Pukelevičius
Arūnas Pukelevičius (Kaunas, 9 maggio 1973) è un ex calciatore lituano, di ruolo centrocampista.

## Palmarès

### Club

#### Competizioni nazionali
- Campionato lituano: 2

Žalgiris: 1991, 1991-1992
- Coppa di Lituania: 4

Žalgiris: 1991, 1992-1993, 1993-1994, 1997